# Psaltriparus minimus
El  mito sastrecillo (Psaltriparus minimus), o simplemente sastrecillo, es una especie de ave paseriforme de la familia Aegithalidae que vive principalmente del oeste de América del Norte. Es la única especie del género Psaltriparus, y la única de la familia que se encuentra en América.

## Descripción

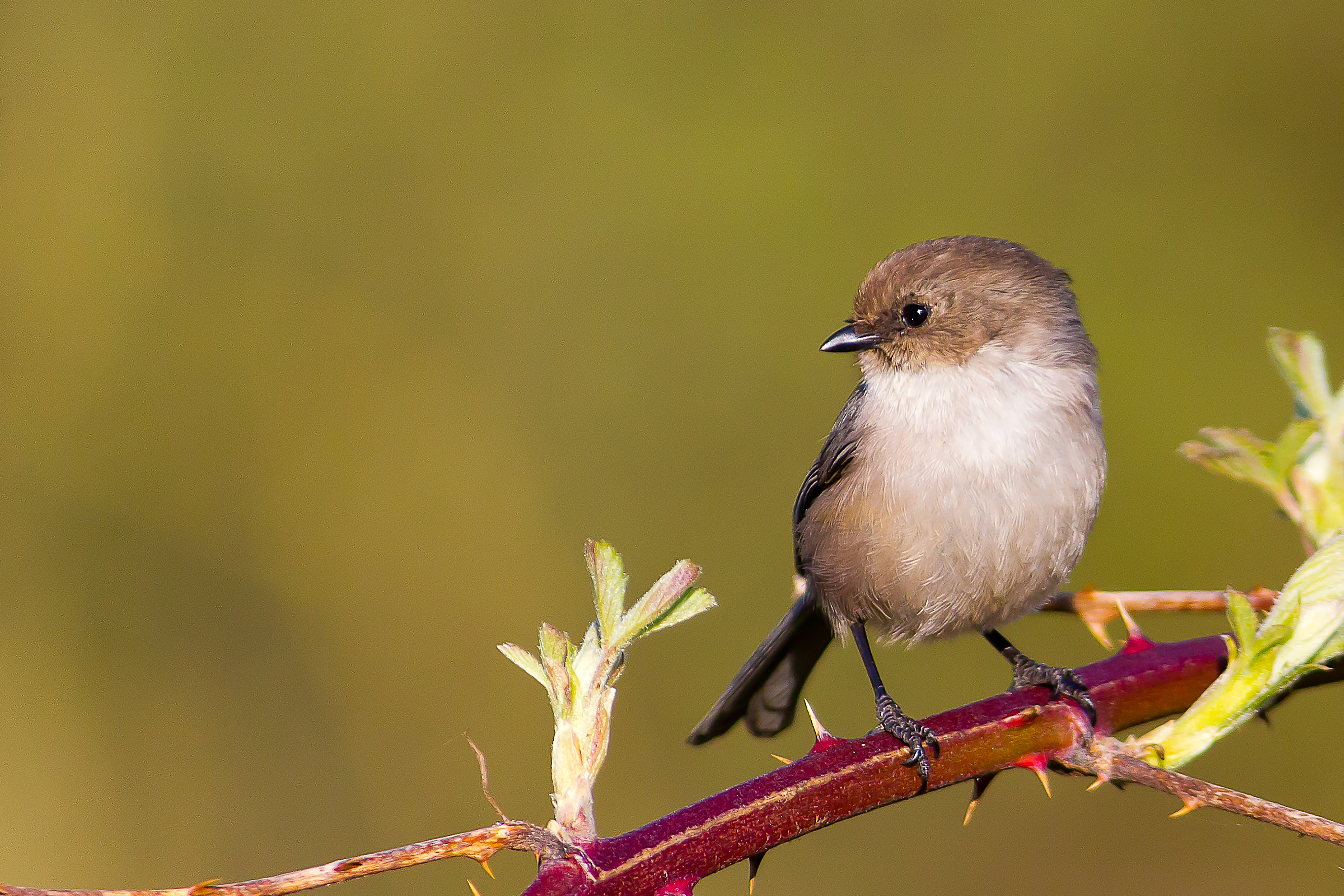
Mito sastrecillo en la Columbia Británica

El sastrecillo es uno de los pájaros más pequeños de América del Norte, con 11 cm de longitud, incluida su larga cola, y 5,3 g de peso. Es en general su plumaje es pardo grisáceo, con una cabeza grande, cuello corto, cola larga y un pico corto y achaparrado. El macho tiene ojos oscuros y la hembra adulta, amarillos.

## Distribución y hábitat
El mito sastrecillo habita aéreas boscosas semiabiertas, que a menudo contienen robles y una maleza chaparral sotobosque; también habita en parques y jardines. Este un residente todo el año de la parte Oeste de Estados Unidos Estados Unidos y las tierras altas de México, desde Vancouver a través de la Gran Cuenca y las tierras bajas y estribaciones de California, llegando al sur de México y Guatemala.

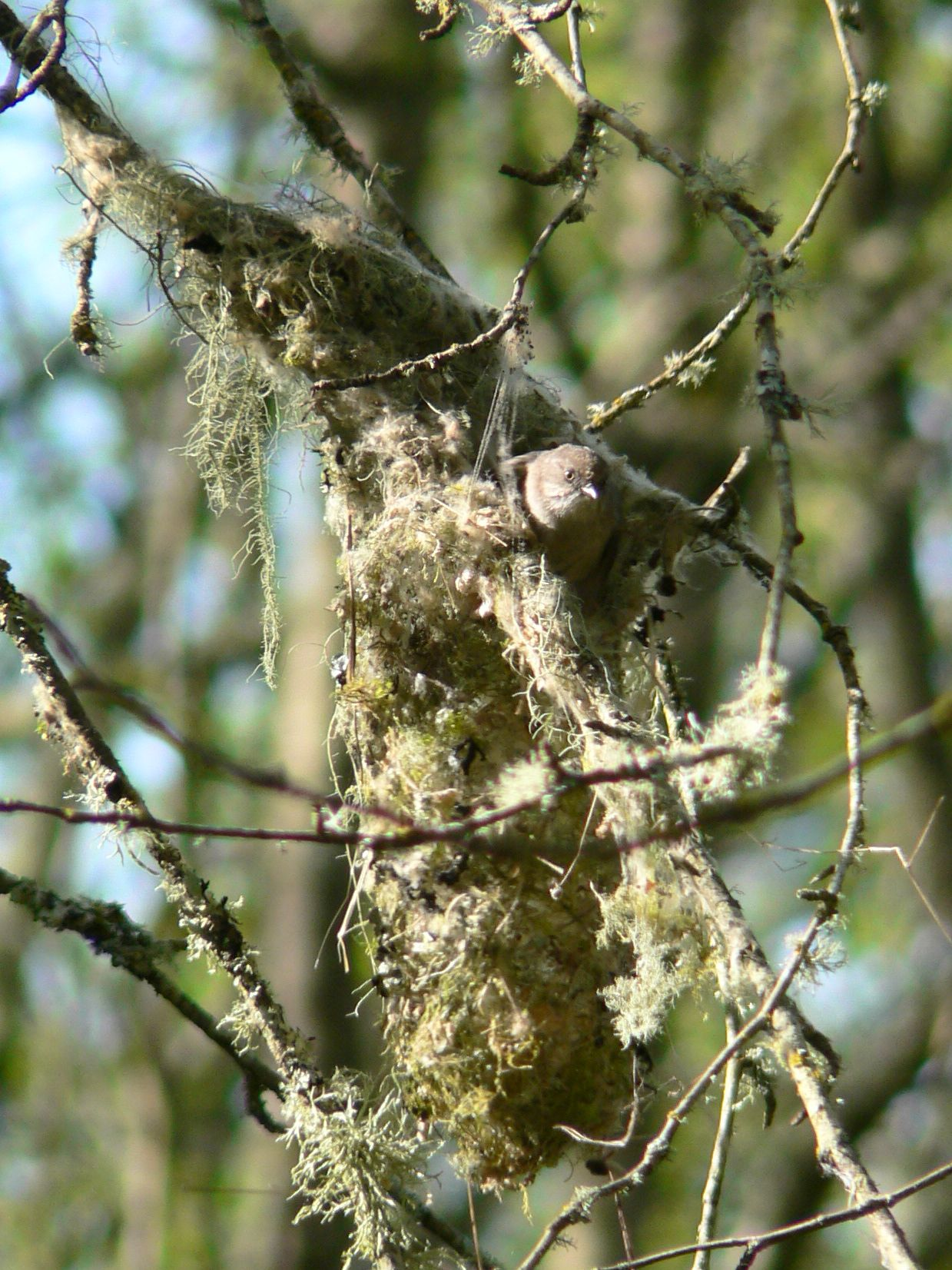
Nido colgante elaborado con musgo y liquenes envueltos con tela de araña y forrado con plumas.

## Comportamiento
El Psaltriparus minimus es activo y sociable, caza pequeños insectos y arañas junto con bandadas mixtas que se alimentan en asociaciación que contienen especies como los Paridae y el Passeriforme de América, de 10 y a más de 40 individuos. Los miembros del grupo están en constante contacto a través de llamados entre ellos que pueden ser descritos como un "tsit" corto .
A medida que la "simple" forma del Psaltriparus minimus carece de grandes marcas de identificación, a menudo se identifica por su forma, sus llamados, y sus comportamientos.

## Subespecies
Cuenta con las siguientes subespecies:
- Psaltriparus minimus californicus
- Psaltriparus minimus cecaumenorum
- Psaltriparus minimus dimorphicus
- Psaltriparus minimus grindae
- Psaltriparus minimus iulus
- Psaltriparus minimus lloydi
- Psaltriparus minimus melanotis
- Psaltriparus minimus melanurus
- Psaltriparus minimus minimus
- Psaltriparus minimus personatus
- Psaltriparus minimus plumbeus
- Psaltriparus minimus providentialis
- Psaltriparus minimus saturatus
- Psaltriparus minimus sociabilis